# 張鴻烈 (1886年)
張鴻烈（1886年9月5日—1962年6月10日）、又稱張洪烈，字幼山，河南省固始縣人，中國近代教育家、政治人物。民國37年（1948年）在河南省第四選區遞補當選第一屆立法委員。

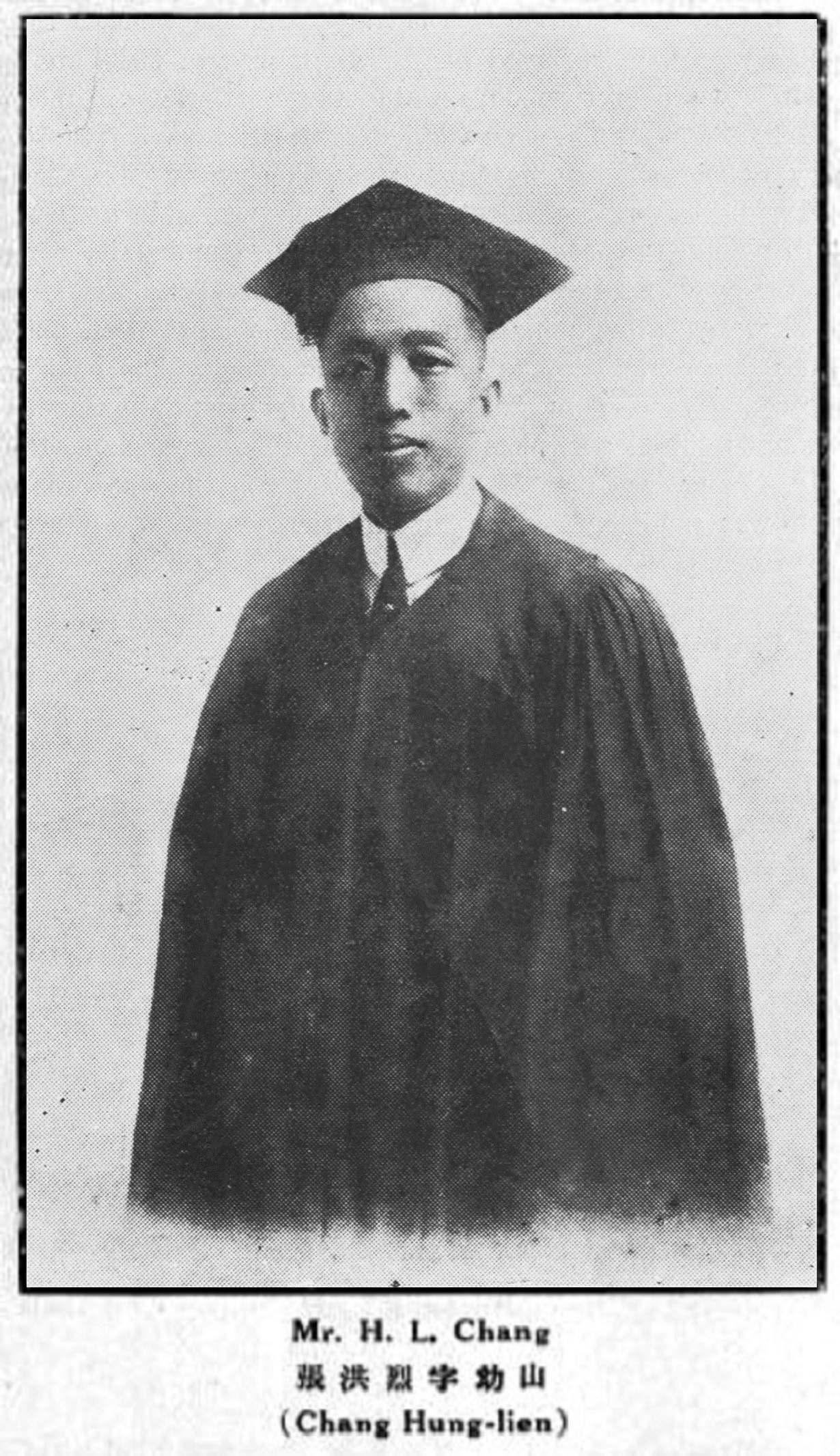
1925年以前，載於《中国名人录》

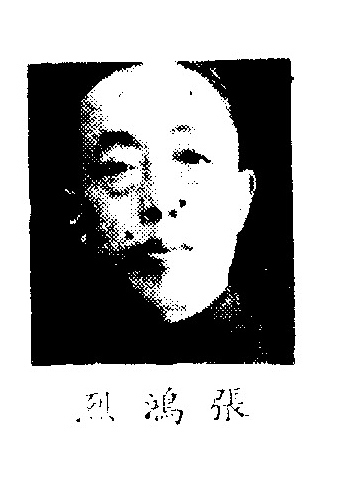
1948年出席制憲國民大會代表時

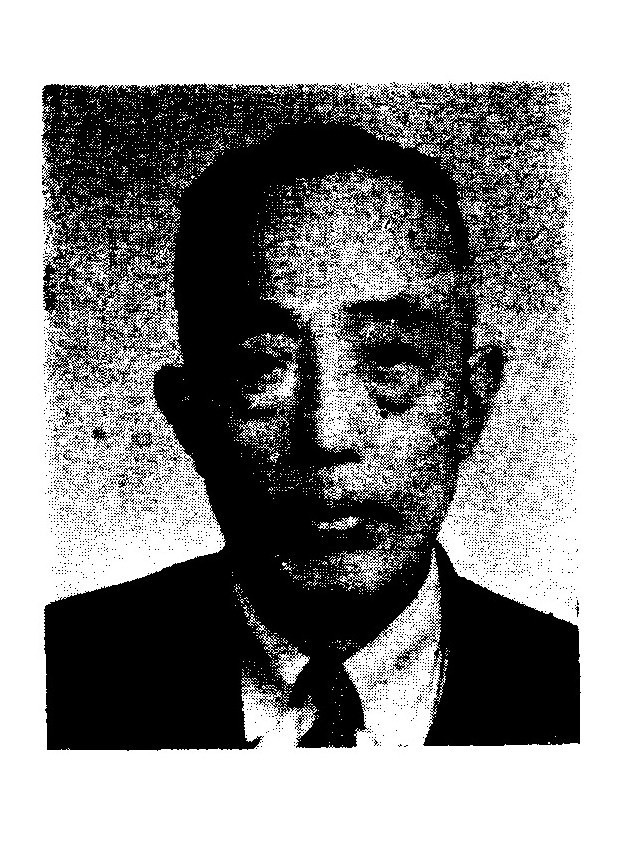
1953年

## 生平
早年參加舊式教育。1906年，進入開封一所私立中學，后進入河南高等學堂，并完成學業。1912年，參加辛亥革命。1912年，被選為河南省臨時參議會參議員。之後辭職，選擇留學，考入鲍德温-华莱士学院，之後轉學歐柏林學院、伊利諾伊大學，并在1917年獲得本科學位；次年獲得碩士學位。1919年，返回中國，并著手建立教育系統，他在河南開始著手大學改制，担任河南留学欧美预备学校校长，并創建中州大学，擔任校長。1925年至1929年間，他三度擔任河南省政府教育廳廳長。1930年，改任山東省政府建設廳廳長。1944年，擔任河南省臨時參議會副議長。1949年6月，遷居台灣台中。1962年6月10日，因肺癌去世。